# Ludothécaire
Un ludothécaire est une personne qui travaille dans une ludothèque et contribue à la bonne gestion de celle-ci. Il est donc spécialiste des jeux et des jouets et contribue à leur mise en valeur.

## Fonctions du métier
Les compétences liées à ce métier sont définies dans le référentiel métier de l'Association des Ludothèques Françaises. Il s'agit des savoirs et savoir faire pour :
- élaborer une politique d'acquisition d'un fonds de jeux et jouets
- enrichir le fonds
- assurer le traitement d'un fonds
- maintenance du fonds
- accueillir, informer, inscrire le public et répondre à ses demandes
- gérer le prêt
- accompagner le public et mettre en jeu
- garantir les bonnes conditions de jeu, le respect des règles de jeu et des règles de vie
- garantir l'accessibilité de tous au jeu
- concevoir l'aménagement de la ludothèque
- valoriser le jeu comme objet culturel
- participation au système d'évaluation de la ludothèque

La première partie du travail de ludothécaire est d'enrichir le fond de jeux en sélectionnant les jeux adaptés au public visé et en l'adaptant au prêt. Il veille notamment à tester au maximum les jeux afin de connaitre les points positifs et les bienfaits (pédagogiques ou autre) de chaque jeu afin d'établir une collection de jeux bénéfique au plus grand nombre.
Dans le cadre de son travail, le ludothécaire met à disposition un lieu d'accueil permettant notamment le prêt de jeux. De plus, dans certains cas, il accueille un public diversifié (tous âges et toutes cultures) à titre individuel et collectif (établissements petite enfance, scolaires, structures de loisirs, établissement spécialisés) autour d'animations ludiques régulières ou ponctuelles. Il valorise ainsi la culture ludique par des actions transversales, menées en partenariat avec l'ensemble des acteurs du territoire.

## Ludothèques
Dans les collectivités territoriales elles dépendent des communes, des communautés de communes ou C.D.C et des Pays. Elles sont généralement rattachées aux services culturels, sociaux, à l'enfance, à la jeunesse, à la famille. Les ludothèques sont également rattachées à des organismes divers type : CAF (caisse d'allocations familiales), Familles rurales...

## Formations

### Belgique
À Ixelles, une année de spécialisation dénommée Sciences et techniques du jeu est dispensée par l'Institut d'enseignement supérieur social de l'information et de la documentation. Elle permet notamment aux étudiants d'acquérir des connaissances autour du jeu et certains cours sont plus spécifiques aux ludothèques. Une passerelle d'un an est d'ailleurs possible à l'Université Sorbonne-Paris-Nord pour obtenir le master en Sciences du jeu.

### France
Les formations diplômantes qui participent à la professionnalisation du métier :
- DU/Licence professionnelle : Médiation par le jeu et gestion de ludothèque – Université Bordeaux 3
- Licence Sciences de l’éducation : interventions sociales et culturelles – Université Sorbone Paris Nord
- Master Sciences du jeu – Université Sorbonne Paris Nord
- Le Diplôme de ludothécaire – Centre de formation aux métiers du jeu et du jouet de Lyon (FM2J)
- BPJEPS Animation culturelle « Loisirs tout public » – Maison des jeux de Grenoble en partenariat avec la Coodev’, centre de formation des MJC en Rhône-Alpes.

Des formations continues pour s'enrichir et se professionnaliser sont proposées chaque année par l'Association des Ludothèques Françaises. 